# Хилиці (Ґродзиський повіт)
Хилиці (пол. Chylice) — село в Польщі, у гміні Якторув Ґродзиського повіту Мазовецького воєводства.
Населення — 1058 осіб (2011).
У 1975-1998 роках село належало до Скерневицького воєводства.

## Демографія
Демографічна структура станом на 31 березня 2011 року:
|          | Загалом | Допрацездатний вік | Працездатний вік | Постпрацездатний вік |
| -------- | ------- | ------------------ | ---------------- | -------------------- |
| Чоловіки | 525     | 112                | 359              | 54                   |
| Жінки    | 533     | 121                | 307              | 105                  |
| Разом    | 1058    | 233                | 666              | 159                  |